# Ron Harris
Ronald Edward Harris, mais conhecido como Ron Harris (Londres, 13 de novembro de 1944), é um ex-futebolista e treinador inglês.
Harris detém o número recorde de partidas com a camisa do Chelsea, tendo disputado um total de 795 jogos durante dezoito anos como profissional. Por conta de seu tamanho e desempenho explosivo, ganhou o apelido de Chopper.